# Stena Vision
Lo Stena Vision è un traghetto appartenente alla compagnia di navigazione Stena Line.

## Ordine e costruzione
Primo di una seria di quattro traghetti gemelli ordinati dalla Stena Line al cantiere navale Gdynia Stocnia i Komuni Paryski di Gdynia, viene varato il 22 agosto 1981 con il nome di Stena Scandinavica.
Nel 1982 il nome viene troncato in Scandinavica. Da lì a poco, a causa delle tensioni politiche in Polonia, la costruzione viene interrotta.
Nel 1985 lo scafo del traghetto viene venduto alla società inglese Barclay's Mercantile Industrial Finance, rendendo possibile la ripresa dei lavori.
Nel novembre del 1986 viene ribattezzato Stena Germanica ed il 29 novembre completa le prove in mare.
Nel 1987 viene completato dalla P/R Finans ed il 21 febbraio salpa dal cantiere di Danzica per Göteborg, dove viene completato e preparato alla consegna.

## Servizio
Consegnato il 5 aprile 1987 alla Stena Line, prende servizio due giorni dopo nei collegamenti tra Göteborg e Kiel.

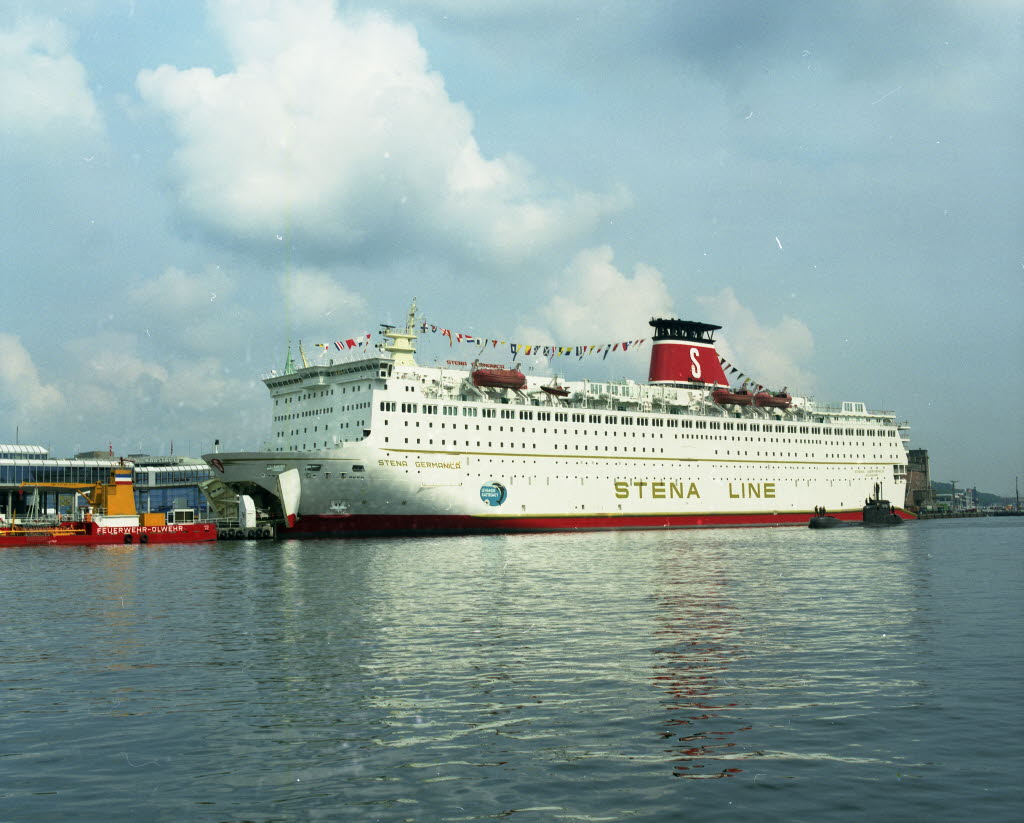
Lo Stena Germanica ormeggiato a Kiel nei primi anni '90.

Nelle estati dal 1987 al 2000 opera anche nei collegamenti tra Göteborg e Frederikshavn.
Nel febbraio del 1988 viene sottoposto a lavori di ristrutturazione nei cantieri navali Cityvarvet di Göteborg, durante i quali viene cambiato il bulbo di prua. Da aprile torna regolarmente in servizio.
Il 1º agosto 1994, si arena al largo di Böttö a causa di un guasto al timone elettrico, riuscendo tuttavia a liberarsi con la propria propulsione dopo un paio di ore. Danneggiato dall'impatto con il fondale, viene posto fuori servizio e riparato.
Dal 22 febbraio al 26 marzo 1999 viene sottoposto a lavori di ristrutturazione nel cantiere Finnyard Cityvarvet di Göteborg, durante i quali vengono rimosse circa 80 cabine in favore di un'ulteriore ponte adibito al garage.
L'8 giugno 2002 viene impiegato per trasportare i mezzi impegnati nella Volvo Ocean Race.
Il 16 febbraio 2004 trae in salvo tutti i passeggeri evacuati dal compagno di flotta Stena Nautica, a rischio affondamento in seguito ad una collisione.

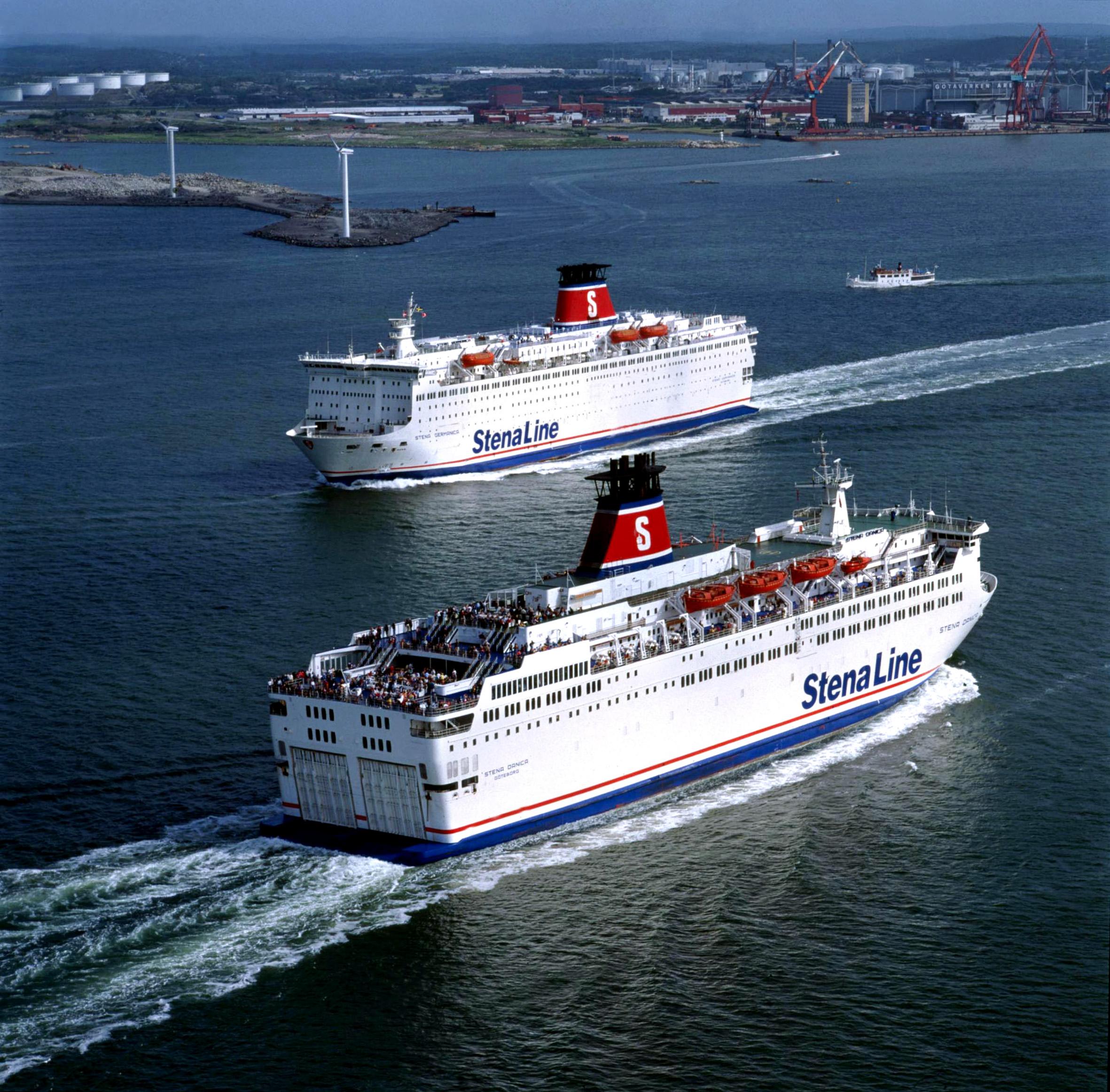
Lo Stena Germanica in uscita da Göteborg incrocia lo Stena Danica, in arrivo nel medesimo porto.

Il 29 agosto 2010 termina il servizio sulla Göteborg-Frederikshavn ed il 31 agosto anche quello sulla Göteborg-Kiel e viene trasferito nei cantieri Cityvarvet di Göteborg. Il 7 settembre 2010 viene ribattezzato Stena Vision e, dopo esser stato sottoposto ad importanti lavori di ristrutturazione, il 4 novembre prende servizio nei collegamenti tra Karlskrona e Gdynia.
Il 26 marzo 2023 termina il servizio sulla Karlskrona-Gdynia e viene trasferito in cantiere a Danzica, dove viene sottoposto ad intensi lavori di ristrutturazione. Il 30 giugno prende servizio nei collegamenti tra Rosslare e Cherbourg.
Il 2 settembre 2023 subisce un’avaria ai motori durante la navigazione verso Cherbourg, prontamente risolta dell'equipaggio.
Dal 24 aprile al 10 maggio 2024 viene sottoposto a lavori di manutenzione ordinaria nei cantieri navali di Schiedam. Dal giorno successivo torna regolarmente in servizio sulla Rosslare-Cherbourg.
Il 27 ottobre 2024 viene posto fuori servizio ed il 30 ottobre trasferito a Dublino, dove viene disarmato. Successivamente viene trasferito, prima a Holyhead e, successivamente, a Belfast.
Dal 14 al 16 gennaio 2025 esegua una traversata di prova tra Belfast ed Holyhead. Successivamente, torna in disarmo a Belfast.
Il 15 aprile 2025 torna in servizio nei collegamenti tra Rosslare e Cherbourg.

## Navi gemelle
- Stena Spirit
- El. Venizelos
- Regent Sky